# Demokratska opozicija Srbije
Demokratska opozicija Srbije (DOS) (osnovana 10. siječnja 2000. godine) je naziv za koaliciju 18 političkih stranaka koje su bile oporba režimu tadašnjeg predsjednika SR Jugoslavije, Slobodana Miloševića. 

## Povijest
DOS je uspio oboriti Miloševićev režim 5. listopada 2000. godine masovnim prosvjedima u Beogradu koji su izbili zbog krađe na predsjedničkim izborima. Novi predsjednik SRJ postao je Vojislav Koštunica. Dva i pol mjeseca kasnije, 23. prosinca, održani su izvanredni izbori za Skupštinu Srbije, na kojima DOS osvaja 176 zastupničkih mjesta (od 250). Novi premijer Srbije postaje Zoran Đinđić, 25. siječnja 2001. godine.
Nakon uhićenja (1. travnja) i izručenja (28. lipnja te godine) Slobodana Miloševića Haaškom tribunalu, DOS zapada u ozbiljnu krizu. Jugoslavenski predsjednik Vojislav Koštunica optužuje Đinđićevu Vladu da je ekstradicijom Miloševića počinila "državni udar". Sukob kulminira 17. kolovoza 2001., kada Demokratska stranka Srbije (Koštuničina stranka) odlučuje istupiti iz Đinđićeve Vlade, izravno je optužujući da je povezana s organiziranim kriminalom.
U rujnu 2002. godine organizirani su izbori za predsjednika Srbije. Vojislav Koštunica (kao kandidat DSS-a) uspijeva osvojiti najviše glasova, no zbog nedovoljne izlaznosti birača izbori su proglašeni neuspjelim. Budući da su i sljedeći izbori u prosincu također proglašeni neuspjelim, vršitelj dužnosti predsjednika Srbije (jer je tadašnjem predsjedniku Milanu Milutinoviću istekao mandat) postala je Nataša Mićić - predsjednica Skupštine Srbije iz redova DOS-a.
U veljači 2003. godine formalno je ukinuta Savezna Republika Jugoslavija i proglašena Državna zajednica Srbija i Crna Gora, čime je Koštunica prešao u oporbu. Đinđić se učvrstio na vlasti u Srbiji. Međutim, 12. ožujka 2003. Đinđić je ubijen u atentatu u dvorištu Vlade Srbije. DOS uspijeva zadržati vlast i za novog premijera imenovati Zorana Živkovića, visokog dužnosnika Demokratske stranke. No, njegova se Vlada nije uspjela održati na vlasti. Tijekom te godine, oporbene stranke (DSS, Srpska radikalna stranka, Socijalistička partija Srbije) jačaju i uspijevaju u jesen u dnevni red uvrstiti raspravu o izglasavanju nepovjerenja Vladi DOS-a. Tijekom te rasprave, 13. studenog, raspušten je parlament, te su raspisani izvanredni parlamentarni izbori za 28. prosinca te godine. To je bio kraj DOS-a, jer su stranke koje su ga činile odlučile (većinom) samostalno nastupiti na izborima.